# 1930–1931-es NHL-szezon
Az 1930–1931-es NHL-szezon a tizennegyedik NHL-szezon volt. Tíz csapat egyenként 44 mérkőzést játszott. A Montréal Canadiens sikeresen megvédte Stanley-kupa bajnoki címet, miután a döntőben három győzelmet szereztek a Chicago Black Hawks ellen, két vereséggel szemben.

## A liga üzleti változásai
Miután két egymásutáni vereséggel kikapott a Boston Bruins az 1930-as Stanley-kupa döntőben, Art Ross panaszai alapján a liga a döntőt meghosszabbította - az 1931-es döntőtől kezdve öt meccsből három győzelemre volt szükség a kupa megnyeréséhez. A nagy gazdasági világválság hatásait az NHL is elkezdte megérezni. A Pittsburgh Pirates pénzügyi nehézségek miatt Philadelphiába költözött, és a szezont a Philadelphia Quakers néven játszotta  végig, de ott se ment jobban a csapatnak. Eleinte a terv az volt, hogy csak ideiglenesen tartózkodik Philadelphiában a csapat, amíg egy új stadion megépülhet Pittsburghben. A stadion viszont nem jött létre, és a csapat egy szezon után megszűnt.
Az Ottawa Senatorst is súlyos pénzügyi problémák sújtották, de az elköltözés helyett a sztárjukat, King Clancyt, eladták a Toronto Maple Leafsnek 35 000 dollárért és két játékosért. Viszont a csapat tulajdonosai mégis el akarták adni a csapatot, 200 000 dollárt kérve. A legnagyobb ajánlat sem közelítette ezt az összeget, és a Senators a szezon után felfüggesztette tevékenységeit.
A Detroit Cougars csapat átkeresztelte magát Detroit Falconsra.

## Az alapszakasz
Dick Irvin elkezdte edzői pályafutását a Chicago Black Hawksszal, és második helyen végeztek az Amerikai-divízióban. Miután a csapat a Stanley-kupa döntőben kikapott, Irvin lemondott.

## Tabella
Megjegyzés: a vastagon szedett csapatok bejutottak a rájátszásba
| Kanadai-divízió     | MSz | Gy | V  | D  | P  | SzG | KG  |
| ------------------- | --- | -- | -- | -- | -- | --- | --- |
| Montréal Canadiens  | 44  | 26 | 10 | 8  | 60 | 129 | 89  |
| Toronto Maple Leafs | 44  | 22 | 13 | 9  | 53 | 118 | 99  |
| Montreal Maroons    | 44  | 20 | 18 | 6  | 46 | 105 | 106 |
| New York Americans  | 44  | 18 | 16 | 10 | 46 | 76  | 74  |
| Ottawa Senators     | 44  | 10 | 30 | 4  | 24 | 91  | 142 |

| Amerikai-divízió     | MSz | Gy | V  | D | P  | SzG | KG  | B |
| -------------------- | --- | -- | -- | - | -- | --- | --- | - |
| Boston Bruins        | 44  | 28 | 10 | 6 | 62 | 143 | 90  |   |
| Chicago Black Hawks  | 44  | 24 | 17 | 3 | 51 | 108 | 78  |   |
| New York Rangers     | 44  | 19 | 16 | 9 | 47 | 106 | 87  |   |
| Detroit Falcons      | 44  | 16 | 21 | 7 | 39 | 102 | 105 |   |
| Philadelphia Quakers | 44  | 4  | 36 | 4 | 12 | 76  | 184 |   |

## Kanadai táblázat
| Játékos          | Csapat              | MSz | G  | A  | P  | B  |
| ---------------- | ------------------- | --- | -- | -- | -- | -- |
| Howie Morenz     | Montréal Canadiens  | 39  | 28 | 23 | 51 | 49 |
| Ebbie Goodfellow | Detroit Falcons     | 44  | 25 | 23 | 48 | 32 |
| Charlie Conacher | Toronto Maple Leafs | 37  | 31 | 12 | 43 | 78 |
| Bill Cook        | New York Rangers    | 43  | 30 | 12 | 42 | 39 |
| Ace Bailey       | Toronto Maple Leafs | 40  | 23 | 19 | 42 | 46 |
| Joe Primeau      | Toronto Maple Leafs | 38  | 9  | 32 | 41 | 18 |
| Nels Stewart     | Montreal Maroons    | 42  | 25 | 14 | 39 | 75 |
| Frank Boucher    | New York Rangers    | 44  | 12 | 27 | 39 | 20 |
| Cooney Weiland   | Boston Bruins       | 44  | 25 | 13 | 38 | 14 |
| Bun Cook         | New York Rangers    | 44  | 18 | 17 | 35 | 72 |
| Aurel Joliat     | Montréal Canadiens  | 43  | 13 | 22 | 35 | 73 |

## Stanley-kupa rájátszás
A csoportbajnokok közötti szériát a Montréal Canadiens nyerte a Boston Bruins ellen. Az öt meccsből álló párharc első négy meccse után a két csapatnak két-két győzelme volt, így az ötödik, utolsó meccs volt a sorsdöntő. A második helyezettek közötti párbajt a Chicago Black Hawks nyerte, 4:3-as gólaránnyal a Toronto Maple Leafs ellen, míg a harmadik helyezettek közöttiben a New York Rangers fölényesen legyőzte a Montreal Maroonst, 8:1-es összesítéssel. Az elődöntőben a Black Hawks 3:0-as összesítéssel verte meg a Rangerst.

### Döntő
Ez volt az első alkalom, hogy a Chicago Black Hawks egy Stanley-kupa döntőben szerepelt, a címvédő Montréal Canadiens ellen. Több mint 18 000 néző tekintette meg a második meccset Chicagóban, ami az addigi legnagyobb nézőszámnak számított. A harmadik meccsen három hosszabbításra volt szükség, ami új rekordot jelentett; jelenleg ez a mérkőzés a negyedik leghosszabb mérkőzés a Stankey-kupa döntők történelmében: összesen 113:50 volt a játékidő.
Az első meccset a Canadiens nyerte, de aztán a Chicago győzött a következő két mérkőzésen - a második a második hosszabbításban, a harmadik a harmadik hosszabbításban dőlt el. Csak egy győzelemre volt Chicago a bajnokságtól, de a negyedik és ötödik meccseket Montréal nyerte meg, így sikeresen megvédték a bajnoki címet.
Montréal Canadiens vs. Chicago Black Hawks
| Dátum       | Idegenben           | Eredmény | Otthon              | Eredmény | Megjegyzés |
| ----------- | ------------------- | -------- | ------------------- | -------- | ---------- |
| Április 3.  | Montréal Canadiens  | 2        | Boston Bruins       | 1        |            |
| Április 5.  | Montréal Canadiens  | 1        | Chicago Black Hawks | 2        | (2 hossz.) |
| Április 9.  | Chicago Black Hawks | 3        | Montréal Canadiens  | 2        | (3 hossz.) |
| Április 11. | Chicago Black Hawks | 1        | Montréal Canadiens  | 2        |            |
| Április 14. | Chicago Black Hawks | 1        | Montréal Canadiens  | 2        |            |

Az öt mérkőzésből álló párharcot (három győzelemig tartó sorozatot) a Montreal nyerte 3:2-re, így ők lettek a Stanley-kupa bajnokok.

## NHL díjak
Howie Morenz másodszorra nyerte a Hart-emlékkupát pályafutása során, Frank Boucher egymásután negyedszerre a Lady Byng-emlékkupát. Roy Worters nyerte a Vézina-trófeát.
- O'Brien-trófea (Kanadai-divízió bajnoka) — Montréal Canadiens
- Prince of Wales-trófea (Amerikai-divízió bajnoka) — Boston Bruins
- Hart-emlékkupa (legértékesebb játékos) - Howie Morenz, Montréal Canadiens
- Lady Byng-emlékkupa (legsportszerűbb játékos) - Frank Boucher, New York Rangers
- Vezina-trófea (legjobb kapus) - Roy Worters, New York Americans

Ez volt az első szezon, amelyben az NHL két „All-Star” csapatot nevezett a szezon végén. Bár Roy Worters nyerte a Vézina-trófeát, nem lett az All-Star csapat tagja.

### Első All-Star csapat
- Kapus: Charlie Gardiner, Chicago Black Hawks
- Hátvéd: Eddie Shore, Boston Bruins
- Hátvéd: King Clancy, Toronto Maple Leafs
- Center: Howie Morenz, Montréal Canadiens
- Balszélső: Bill Cook, New York Rangers
- Jobbszélső: Aurel Joliat, Montréal Canadiens
- Edző: Lester Patrick, New York Rangers

### Második All-Star csapat
- Kapus: Tiny Thompson, Boston Bruins
- Hátvéd: Sylvio Mantha, Montréal Canadiens
- Hátvéd: Ching Johnson, New York Rangers
- Center: Frank Boucher, New York Rangers
- Balszélső: Dit Clapper, Boston Bruins
- Jobbszélső: Bun Cook, New York Rangers
- Edző: Dick Irvin, Chicago Black Hawks

## Debütálók
Itt a fontosabb debütálók szerepelnek, első csapatukkal. A csillaggal jelöltek a rájátszásban debütáltak.
- Art Chapman, Boston Bruins
- Doc Romnes, Chicago Black Hawks
- John Sorrell, Detroit Falcons
- Johnny Gagnon, Montréal Canadiens
- Paul Haynes, Montreal Maroons
- Dave Kerr, Montreal Maroons
- Alex Levinsky, Toronto Maple Leafs
- Bob Gracie, Toronto Maple Leafs

## Visszavonulók
Itt az olyan fontosabb játékosok szerepelnek, akik utolsó NHL-meccsüket ebben a szezonban játszották.
- Frank Frederickson, Detroit Falcons
- Bert McCaffrey, Montréal Canadiens
- Joe Simpson, New York Americans
- Babe Dye, Toronto Maple Leafs